# دست‌نوشته ساراگوسا
دست‌نوشتهٔ ساراگوسا (لهستانی: Rękopis znaleziony w Saragossie) یک فیلم در ژانر درام به کارگردانی وویچیخ یژی هاس است که در سال ۱۹۶۵ منتشر شد.

## بازیگران
- زبیگنیف سیبولسکی
- ایگا تسمبرژینسکا
- کاژیمیش اوپالینسکی
- الژبیتا چیژفسکا
- بئاتا تیشکیه‌ویچ
- گوستاف هولوبک
- بوگومیو کوبی‌یلا
- باربارا کرافتوونا
- یان ماخولسکی
- لئون نیمچیک
- فرانچیشک پیچکا
- یوآنا یندریکا
- آدام پاولیکوفسکی
- پلا راسکا
- وویچیخ اسکیبینسکی
- واتسواف کووالسکی
- زجیسواف ماکلاکیه‌ویچ
- بوگوسواف سوخناتسکی
- بوگوش بیلفسکی
- لودویک بنوآ
- ووجیمیش اسکوچیلاس
- یان کوچینیاک
- زجیسواف کوژنیار
- آئوگوست کوالچیک
- یانوش کوئوشینسکی